# Delphinium pseudocampylocentrum
Delphinium pseudocampylocentrum är en ranunkelväxtart som beskrevs av Wen Tsai Wang. Delphinium pseudocampylocentrum ingår i släktet storriddarsporrar, och familjen ranunkelväxter. Utöver nominatformen finns också underarten D. p. glabripes.